# ロザリオ・プレスティ
ロザリオ・プレスティ（Rosario Presti、1984年11月18日 - ）は、イタリア出身の男性キックボクサー。チームアーツ所属。サロ・プレスティ（Saro Presti）とも。

## 来歴
2007年4月4日、K-1 WORLD MAX 2007 〜世界最終選抜〜にてドラゴと対戦予定だったが、負傷欠場となった。
2008年4月9日、K-1 WORLD MAX 2008 World Championship Tournament FINAL16のトーナメント1回戦でウォーレン・スティーブルマンズと対戦し、左ボディフックでKO負け。サロ・"ザ・シシリアンドン"・プレスティと表記された。

## 戦績
| キックボクシング 戦績 | キックボクシング 戦績 | キックボクシング 戦績 | キックボクシング 戦績 | キックボクシング 戦績 | キックボクシング 戦績 | キックボクシング 戦績 |
| --------------------- | --------------------- | --------------------- | --------------------- | --------------------- | --------------------- | --------------------- |
| 37 試合               | (T)KO                 | 判定                  | その他                | 引き分け              | 無効試合              |                       |
| 28 勝                 | 17                    |                       |                       | 1                     | 0                     |                       |
| 8 敗                  |                       |                       |                       | 1                     | 0                     |                       |

| 勝敗 | 対戦相手                       | 試合結果                     | 大会名                                                                                      | 開催年月日    |
| ×    | ハフィド・エル・ブスタティ     | 3R+延長R終了 判定            | K-1 WORLD MAX 2010 -West Europe Tournament- 【西ヨーロッパ・トーナメント リザーブファイト】 | 2010年3月21日 |
| ×    | ウォーレン・スティーブルマンズ | 2R 1:06 KO（左ボディフック） | K-1 WORLD MAX 2008 World Championship Tournament FINAL16 【1回戦】                          | 2008年4月9日  |